# L'Abbé Agathon
L’Abbé Agathon is een compositie van Arvo Pärt.
Pärt schreef het originele werk voor sopraan en acht celli. De opdracht kwam van de cellovereniging uit Beauvais. Zij begeleidden Barbara Hendricks tijdens  de première. De componist dacht dat het werk daarbij uitgevoerd zou worden voor een publiek bestaande uit leprozen. Hij koos daarom voor teksten van Sint Agathon, regelmatig in verband gebracht met leprozen. Overlevering vertelt van het verhaal dat hij bereid was van lichaam te ruilen met een leproos.
Het werk bleek echter bestemd ter gedachte aan het Leprozenhuis van Beauvais dat al in de 12e eeuw werd gebouwd. De eerste uitvoering vond plaats in Beauvais op 5 mei 2004.
In 2008 bouwde Pärt het werk om naar een werk voor sopraan, alt of bariton, dameskoor (SA) en strijkorkest. De zangsolisten bevinden zich in het koor. Het werk werd uitgevoerd tijdens een tournee van het Ests Kamerkoor met het Tallinn kamerorkest op 3 november 2008 in Richmond, Virginia, VS.